# Ica prehispánica
En Ica (Perú), los arqueólogos han encontrado una gran riqueza de testimonios culturales, que abarcan todas las épocas de la cultura peruana prehispánica. Están allí desde restos humanos e instrumentos de los albores del paleolítico, como en Ocucaje, donde también hay fósiles de megafauna marina, hasta los grandes testimonios de culturas que dominaron el desierto, como las culturas Paracas, Nasca y Chincha.

## Iqueños seminómades
Los restos humanos más antiguos hallados en el departamento son el hombre de Paracas, de hace 6.000 años, que vivía de la caza y de la pesca, se vestía con fibras vegetales entrelazadas, vivía en chozas semicirculares y realizaba algunos cultivos. Era un agricultor seminómada, que cambiaba de lugar en forma posiblemente periódica. Tal es el caso del Hombre de Cabeza Larga, también hallado en Paracas, de 5.000 años de antigüedad.
El litoral de la costa de Ica sobresale como una de las regiones más notables de la prehistoria del Perú. Los restos fósiles hallados en su litoral (de cetáceos gigantescos) correspondientes a la edad terciaria confirman la antigüedad de la zona. Los restos óseos de "El Hombre de Paracas", el segundo horticultor del Perú (6870 a. C.) fue hallado en la Pampa de Santo Domingo. organizado en hordas o bandas, dedicándose a la pesca, la agricultura y el trueque.

## Cultura Paracas
El fenómeno cultural Paracas corresponde al tránsito entre el Primer Horizonte Cultural y el Intermedio Temprano, entre el siglo VIII, antes de nuestra era y el siglo I de la era actual. Los estudios realizados subdividen sus testimonios en dos grandes fases, basadas en las distintas formas de los sepulcros: Paracas Cavernas y Paracas Necrópolis, no siendo muy claro todavía si la delimitación corresponde a dos culturas distintas o una sola. Los dos sitios arqueológicos están ubicados en la garganta de la península del mismo nombre: Paracas Cavernas, en la ladera norte de cerro Colorado, y Paracas Necrópolis, en el promontorio Wari Kayán, en el sureste de la bahía.
La fase Paracas Cavernas, la más antigua, corresponde a unas sepulturas en forma de grutas botelliformes en las que se acumulaban numerosos fardos funerarios. El ajuar funerario de estos fardos está compuesto de mates, hachas y porras, cestos y cerámica de forma ovoide, con incisiones en bajo relieve. El sitio fue excavado e investigado por Julio C. Tello y Toribio Mejía Xesspe en 1927.
Data del año 400 antes de nuestra era la fase Necrópolis, con habitaciones mortuorias para depositar los fardos a nivel de superficie. También fue estudiada por Tello y Mejía Xesspe en el mismo período.
En este caso los muertos, portando armas y pertenencias personales, incluyendo alimentos, eran depositados sobre cestos y envueltos en sucesivas capas de telas. La cerámica de estas tumbas es menos vistosa.
Sorprende la buena conservación de los cuerpos, que es producto de la sequedad del clima. Los personajes de alcurnia muestran cráneos alargados, artificialmente deformados desde temprana edad. Hay huellas de operaciones craneanas a individuos que, por el callo óseo visible, es evidente que sobrevivieron un buen número de años a tales intervenciones.
El arte textil de los paracas es motivo de admiración, especialmente el de los espléndidos mantos que cubrían las momias Los mantos son prendas rectangulares, de fino tejido y delicado bordado, de un tamaño promedio de 2,5 por 1,5 metros. Algunos son flecados y otros llevan sobreguardas. Muestran motivos míticos  y naturalistas de estilo inconfundible, realizados con gran talento artesanal en cuanto a diseño, colores y trama.Algunos de estos mantos presentan una figura en serie, que va transformándose a partir de pequeños cambios sucesivos. Otras veces encontramos imágenes anatrópicas, compuestas por distintos elementos que al sumarse forman otro totalmente distinto.

## Cultura Nazca
La cultura Nazca corresponde al período Intermedio Temprano y se desarrolló entre los siglos I y IX de nuestra era. Abarcó todo el departamento de Ica y tuvo contactos e incluso intercambio de influencias con las culturas Tiahuanaco y Wari de la región Ayacucho. Al igual que los paraquenses, sus individuos de rango practicaban la deformación craneana desde temprana edad.
La más importante expresión nazca conservada en la región son sus geoglifos gigantes. Están ubicados a la altura del kilómetro 420 de la carretera Panamericana Sur, antes de llegar a la ciudad de Nazca, y cubren aproximadamente 500 km² de planicie desértica.
Fueron identificadas en 1927 por el estudioso peruano Toribio Mejía Xesspe y luego estudiados por el estadounidense Paul Kosok, quien los hizo conocidos en todo el mundo en 1939. La alemana María Reiche (Dresde, 1903-Lima, 1998), discípula de Kosok, vino al Perú en 1940 y 1946, con el fin de descifrarlos. En su segundo viaje decidió permanecer en el lugar con el fin de conservar y proteger los misteriosos trazos, labor que cumplió con gran dedicación hasta su muerte. Reiche publicó estudios sumamente minuciosos sobre la técnica empleada y su posible interpretación.
Los geoglifos de Nazca son un conjunto de trazos de asombrosa exactitud geomética, que se entrecruzan formando diversas imágenes. Algunas han podido ser descifradas, pero 32 de ellas son inequívocamente zoomorfas. Es muy difícil apreciarlas desde tierra. Muchas de ellas, como el alcatraz o colibrí, superan los 200 metros de largo. Debido a que sólo mediante la observación aérea pueden ser vistas con claridad, han surgido interpretaciones antojadizas que atribuyen su realización a culturas foráneas e incluso a seres extraterrestres. Cualquier estudioso de la iconografía dejada por los nazcas en su cerámica apreciará fácilmente el estilo inconfundible de esos trazos.
Maria Reiche estableció que los geoglifos  fueron hechos mediante surcos de 20 a 30 centímetros de profundidad, retirando la superficie ferrosa del terreno y dejando al descubierto la capa caliza subyacente. El trazado de las líneas no sólo tomó en cuenta esta característica del suelo, sino también la rutina de los vientos, que hace las veces de un gigantesco sistema de limpieza y preservación de los surcos. También son considerados de origen nazca los geoglifos de Chichictara, cerca de Palpa, que muestran figuras míticas y zoomorfas sobre abruptas quebradas.
Es muy notable la cerámica nazca por sus vasijas globulares con asa puente y doble pico cónico, con esmerada decoración multicolor que no deja espacios libres e incluye hasta 190 matices. Revestían sus ceramios con caolín y plumbalgina, sustancias que se vitrificaban en el horneado y originaban una cobertura transparente y brillante.
Otros testimonios nazcas son el puquio (pozo y acueducto) de Cantayoc, todavía usado por los agricultores, a 5 kilómetros de la ciudad de Nazca; el centro ceremonial de Cahuachi, que fuera ocupado tanto por paraquenses como nazcas, y La Estaquería, cerca de Cahuachi, misterioso conjunto de postes de huarango con talladuras y horqueteados en su parte superior. También dejaron testimonio de su arquitectura en El Ingenio, Tinguiña, Tambo Viejo y Huaca del Loro.

## Cultura Chincha
Se estima que los chinchas se desarrollaron entre los siglos IX y XV de nuestra era, durante el período llamado Intermedio Tardío. Ellos nos legaron, principalmente, el conjunto arquitectónico de Tambo de Mora, donde destaca el centro ceremonial de La Centinela. Cerca de este sitio se encuentran la Huaca Alvarado y la Cumbre. También edificaron la pirámide de Lurinchincha y la fortaleza de Ungará.
La Huaca la Centinela, fue restaurada en dos sectores en el año 2004, por arqueólogos del Instituto Nacional de Cultura y con aporte de dineros del Gobierno Regional de Ica, Gerencia Subregional Chincha, restando restaurarse varios sectores más.
No obstante ser agricultores, dieron gran importancia a la navegación en balsa, realizando intercambios desde Tumbes hasta la actual región de Valdivia en Chile. Su cerámica se basó en vasijas globulares con una decoración abigarrada y menuda hacha a pincel.
En textilería realizaron telas de algodón de fino tramado, hasta con 390 hilos por pulgada lineal. Fueron igualmente diestros en los metales. Fueron pirograbadores de mates, talladores de madera y en cuanto a la metalurgia, es sumamente notable que conocieran el bronce.
La cultura Chincha concluyó dominada por el Inca Túpac Yupanqui, quien hizo del curaca regional Chinchay Cápac, un dignatario avasallado en el Cusco.
De la época inca permanece como testitomio la ciudadela de adobe de Tambo Colorado, en el valle de Pisco. Fue un centro administrativo ubicado en una zona que entonces fue paso obligado de tránsito hacia la cordillera.
- Datos: Q5907985